# Fiat Argo
La Fiat Argo è un'autovettura di tipo utilitaria prodotta dalla casa automobilistica italiana FIAT e venduta per il mercato brasiliano  dal 2017. 
La vettura si affianca nel listino sudamericano alla Fiat Mobi, Cronos e Toro. Non è prevista la sua commercializzazione in Europa.

## Profilo e contesto

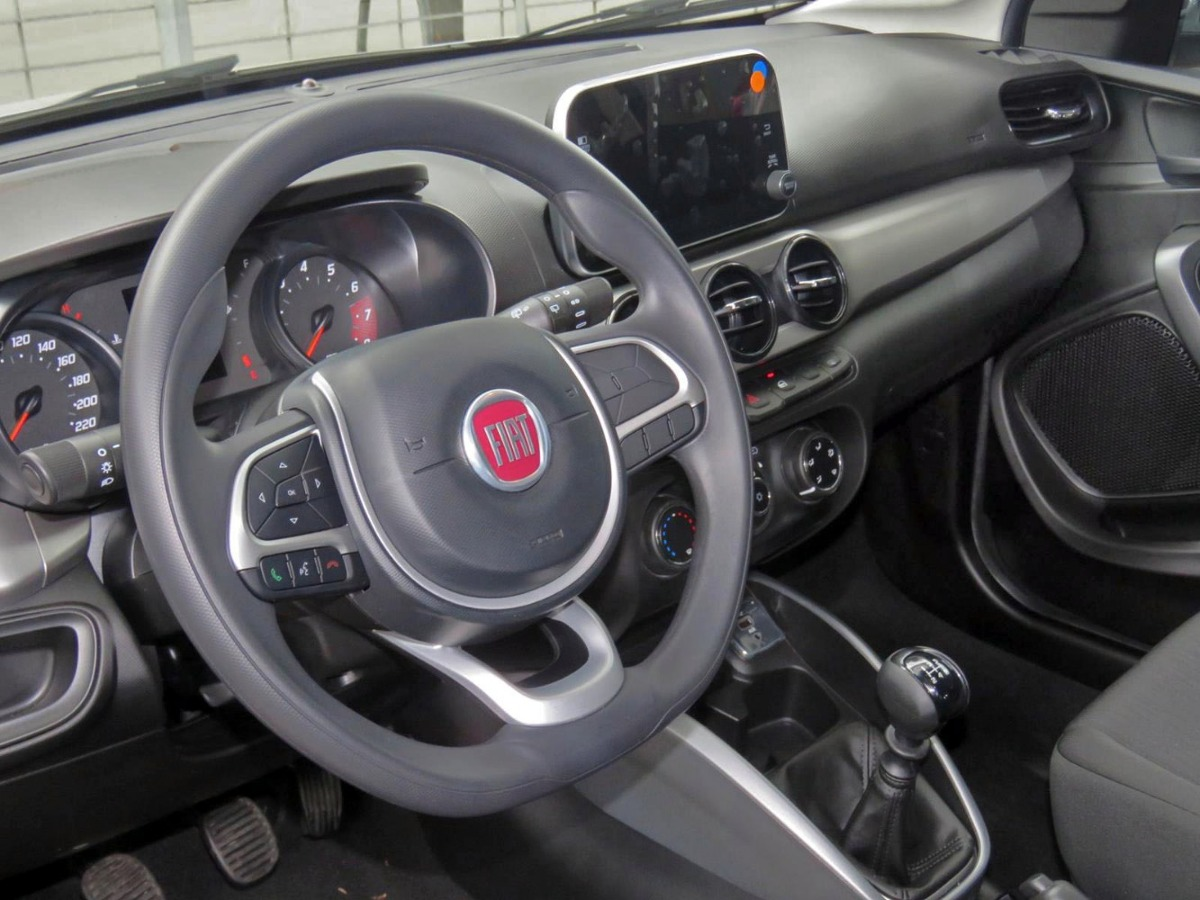
L'interno

L'automobile, nota con il nome di progetto X6H e basata su una piattaforma chiamata FCA MP1, è stata creata con l'obiettivo di sostituire due automobili: le versioni di punta della Palio di seconda generazione e la Punto brasiliana, proponendosi come modello chiave per far riconquistare alla Fiat la vetta del mercato brasiliano, dopo averla detenuta dal 2003, e persa nel 2016 a favore della Chevrolet Onix. Altro obiettivo era quello di creare un'auto di segmento B competitiva come le Chevrolet Onix e la Hyundai HB20, proponendo una qualità costruttiva superiore alla media e delle dotazioni da auto di categoria superiore con riferimento al mercato latinoamericano.
Le motorizzazioni comprendono tutti l'alimentazione a benzina e costituiscono i primi della nuova famiglia FireFly e sono entrambe aspirate: un 1.0 litri 3 cilindri da 77 CV e un 1,3 litri 4 cilindri da 109 CV. 

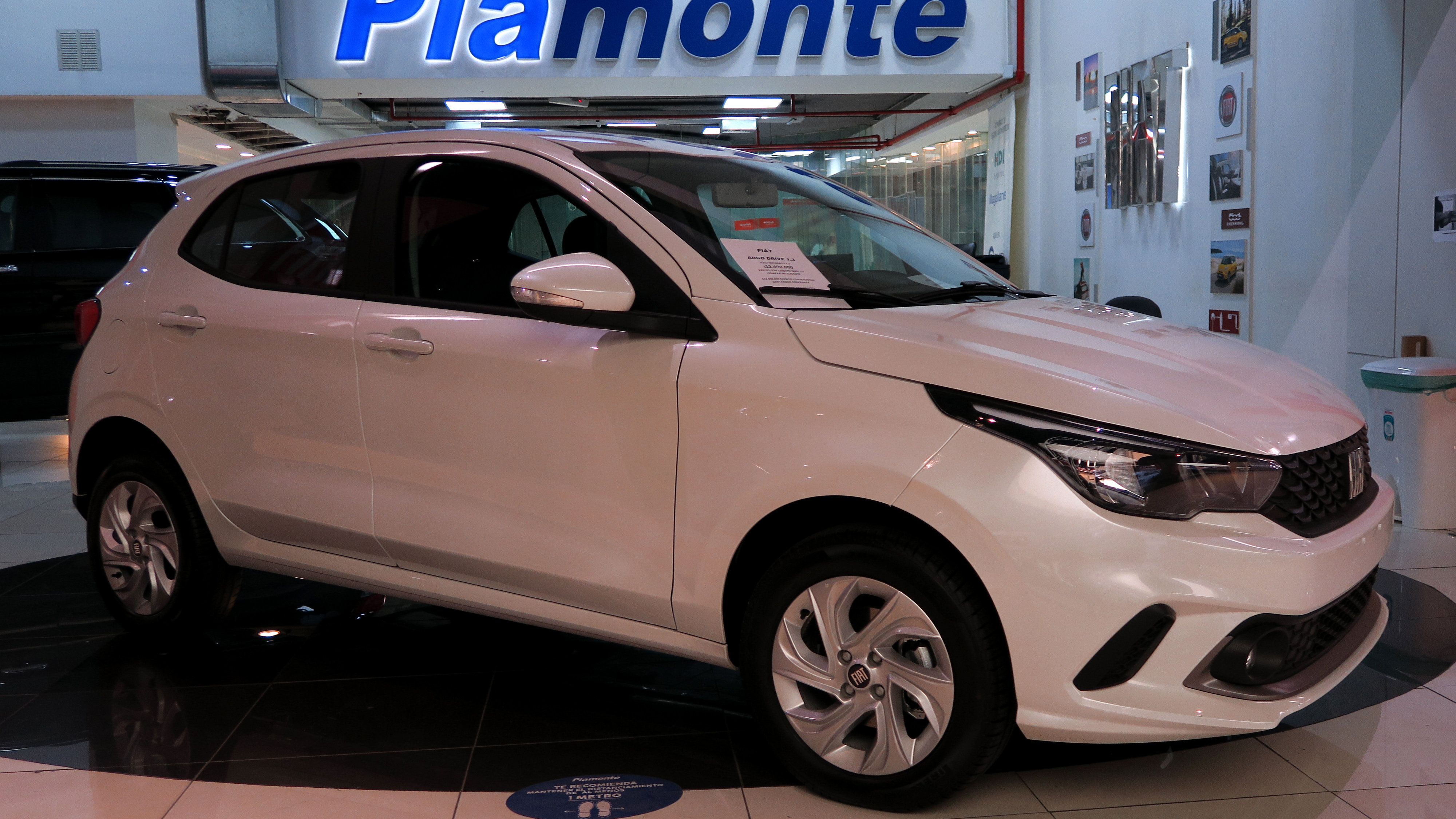
Argo restyling

Per la versione di punta denominata HGT, è presente un motore 1,8 litri eTorq a 4 cilindri in linea da 139 CV dotato di trasmissione automatica a sei velocità.
Nell'aprile 2019 viene presentata la versione Trekking, variante in stile Crossover SUV che si differenzia per un assetto rialzato di 40 millimetri e protezioni in plastica grezza lungo la carrozzeria, fanali anteriori bruniti e barre portatutto sul tetto. La Trekking è equipaggiata con il solo motore 1.3 Firefly alimentato a benzina o bioetanolo e la trazione è anteriore. Inoltre i cerchi in lega hanno un design specifico per questa versione.
A fine luglio 2022 la vettura viene sottoposta a un leggero restyling di metà carriera, caratterizzato da modifiche di dettaglio alla carrozzeria con una differente griglia frontale che reca il nuovo logo con il lettering "FIAT" che sostituisce il precedente stemma circolare rosso e nuovi fascioni per i paraurti. All'interno le modifiche si limitano ai rivestimenti in tessuti, al nuovo volante e al sistema multimediale aggiornato.